# Poilu

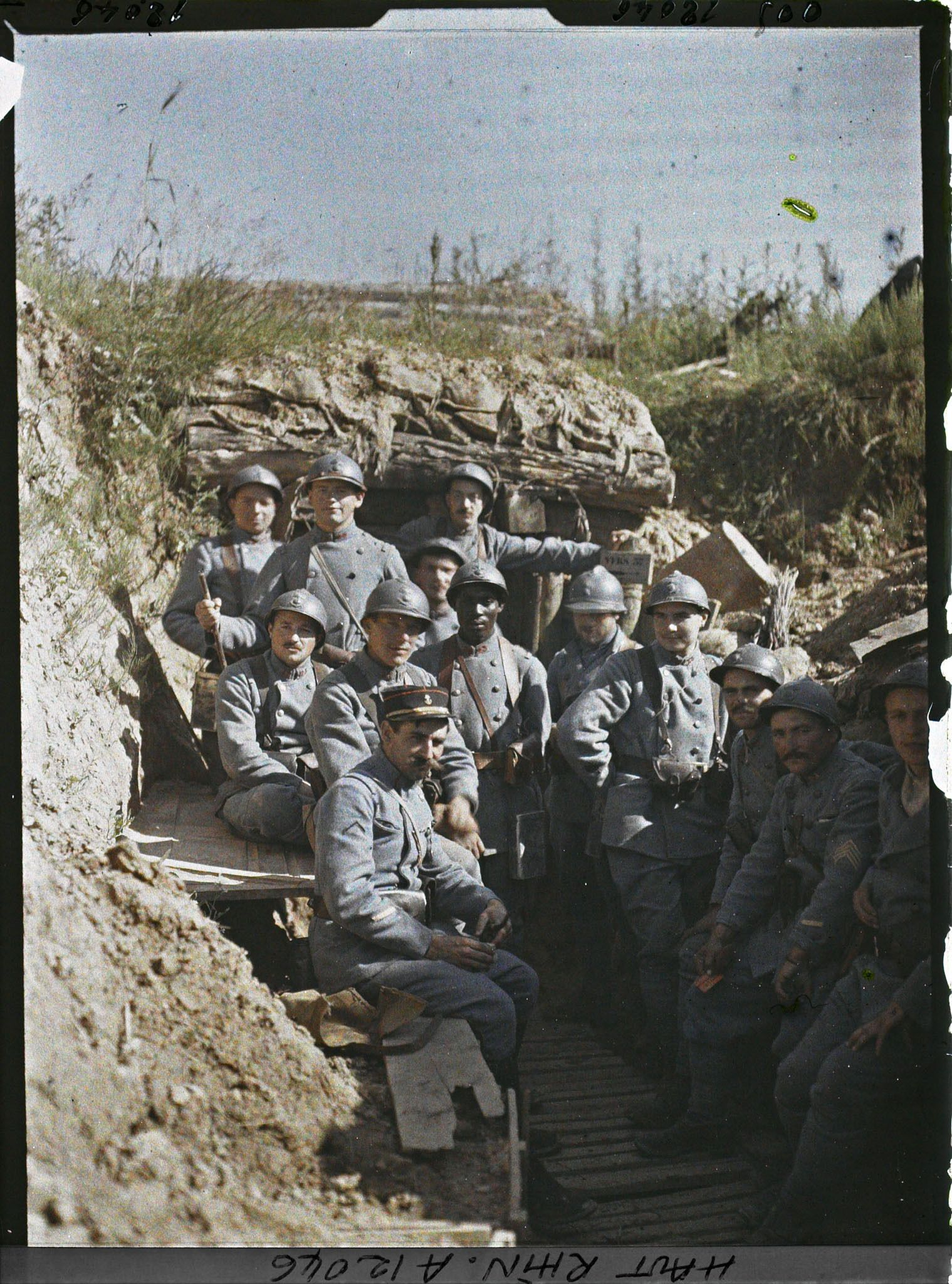
Poilus in una trincea

Poilu (AFI: [pwaly]; francese per peloso) è un termine usato colloquialmente per definire i fanti francesi impegnati nella prima guerra mondiale.
Il termine denotava la provenienza tipicamente rustica e agricola della fanteria francese e la loro propensione a portare barba e baffi folti.
Il poilu era particolarmente noto per il suo amore per il pinard, la sua razione di vino a buon mercato.

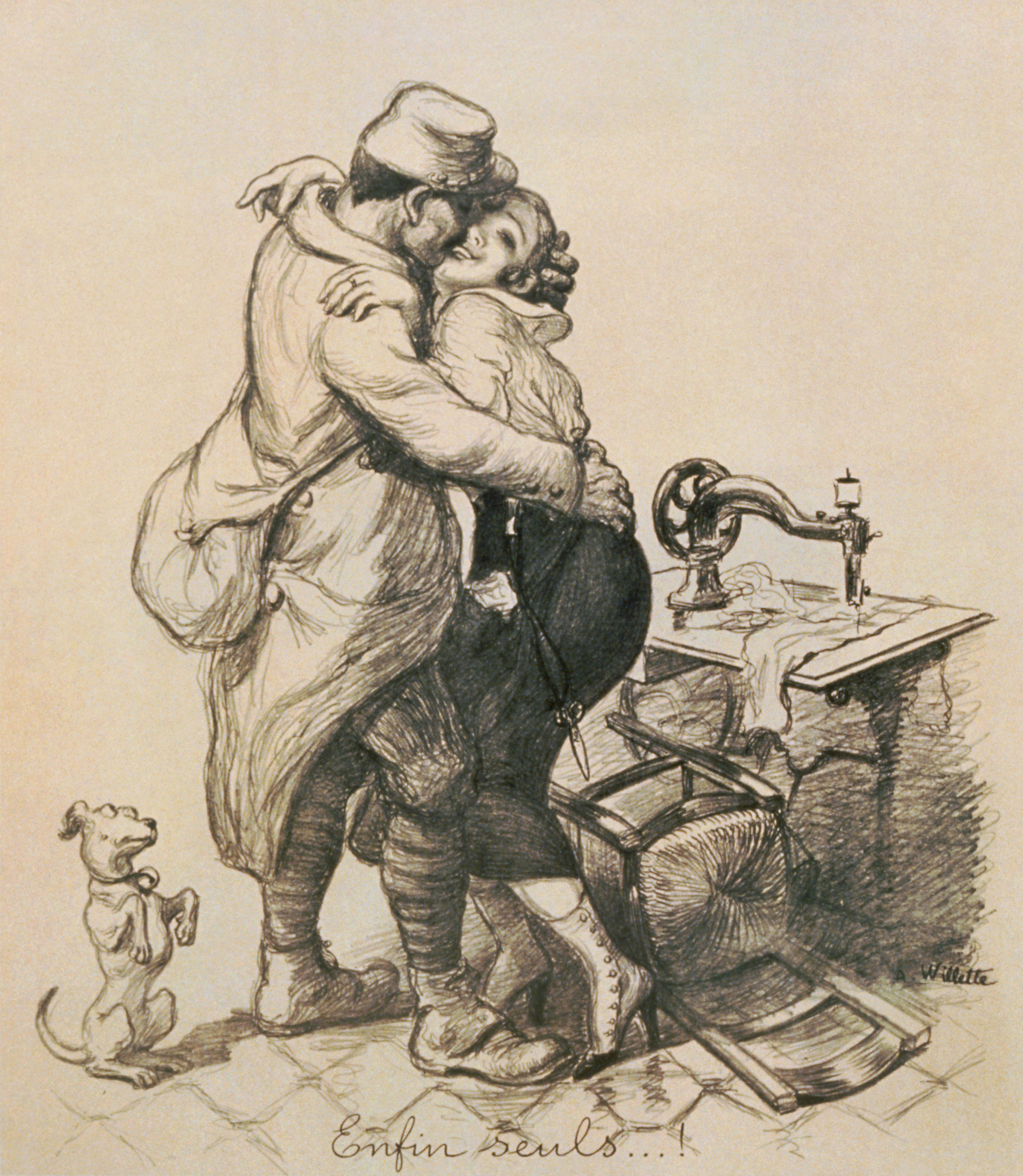
Journée du Poilu. 25 et 26 décembre 1915 (trad. "La vacanza dei poilu 25 e 26 dicembre, 1915"). Locandina Francese di Adolphe Willette sul ritorno a casa di un poilu.

L'immagine del tenace barbuto soldato francese fu largamente utilizzata nella propaganda di guerra e nei memoriali. Lo stereotipo del Poilu era di un fante coraggioso e di tenace, ma non sempre obbediente. Alla disastrosa Chemin des Dames, l'offensiva del 1917 sotto il generale Robert Nivelle, si racconta che mentre attraversassero la terra di nessuno i soldati emisero grida simili a belati, rinforzando umoristicamente l'idea di essere stati inviati come agnelli al macello. Eccezionale per la sua miscela di orrore ed eroismo, questo spettacolo si  rivelò una macabra riflessione per i francesi. Diffusasi la notizia, l'alto comando francese presto si trovò a far fronte ad un ammutinamento di massa; che fu evitata solo con la promessa di porre fine alle offensive.
L'ultimo poilu superstite dalla I Guerra Mondiale fu Pierre Picault. Tuttavia, le autorità francesi riconobbero Lazare Ponticelli come l'ultimo poilu, essendo l'ultimo veterano il cui servizio soddisfatta i criteri ufficiali dello stato maggiore francese. Lazare Ponticelli è morto a Le Kremlin-Bicêtre il 12 marzo 2008, all'età di 110 anni.